# Hilda Cameron
Hilda Cameron, född 14 augusti 1912 i Toronto i Ontario, död april 2001 i Toronto, var en kanadensisk friidrottare.
Cameron blev olympisk bronsmedaljör på 4 x 100 meter vid sommarspelen 1936 i Berlin.